# Ólafur (évêque de Garðar)
Ólafur est le sixième évêque de Garðar, au Groenland.

## Biographie
Il fut ordonné en 1242 mais ne put se rendre dans son diocèse qu'en 1247. Il voyagea de 1264 à 1280
.
Sa crosse, faite d'une dent de morse, et son anneau épiscopal auraient été découverts dans sa tombe, et se trouvent au musée national de Copenhague.